# Trigonotis borneensis
Trigonotis borneensis là loài thực vật có hoa trong họ Mồ hôi. Loài này được (Stapf) I.M. Johnst. miêu tả khoa học đầu tiên năm 1940.